# Zygnematales
Zygnematales, también llamado Conjugales, es un orden de algas verdes, que comprende varios cientos de especies en géneros tales como los bien conocidos Zygnema y Spirogyra. 
Todos los miembros de este grupo desarrollan filamentos ramificados, unas células gruesas, que se alargan por la normal división celular. La mayoría vive en agua dulce, y forman un componente importante de la espuma de algas que crece en o cerca de las plantas, en rocas y escombros varios.
La reproducción sexual en Zygnematales se lleva a cabo mediante un proceso llamado conjugación. Aquí los filamentos de sexos opuestos se alinean, y forman tubos entre las células correspondientes. Las células se convierten en ameboides y se arrastran a través del tubo (a veces cruzando las dos células). Las células se fusionan para formar un cigoto, que posteriormente se somete a meiosis para producir filamentos nuevos. Sólo la hembra pasa cloroplastos a la descendencia, como en las plantas superiores.